# Elgin (Ohio)
Elgin é uma vila localizada no estado norte-americano de Ohio, no Condado de Van Wert.

## Demografia
Segundo o censo norte-americano de 2000, a sua população era de 50 habitantes.
Em 2006, foi estimada uma população de 49, um decréscimo de 1 (-2.0%).

## Geografia
De acordo com o United States Census Bureau tem uma área de
0,6 km², dos quais 0,6 km² cobertos por terra e 0,0 km² cobertos por água. Elgin localiza-se a aproximadamente 249 m acima do nível do mar.

## Localidades na vizinhança
O diagrama seguinte representa as localidades num raio de 16 km ao redor de Elgin.